# Lauromacromia
Lauromacromia is een geslacht van libellen (Odonata) uit de familie van de glanslibellen (Corduliidae).

## Soorten
Lauromacromia omvat 6 soorten:
- Lauromacromia bedei Machado, 2005
- Lauromacromia dubitalis (Fraser, 1939)
- Lauromacromia flaviae Machado, 2002
- Lauromacromia luismoojeni (Santos, 1967)
- Lauromacromia melanica Pinto & Carvalho, 2010
- Lauromacromia picinguaba Carvalho, Salgado, & Werneck-de-Carvalho, 2004